# Лайніоельвен
Лайніоельвен  (швед. Lainioälven, фін. Lainiojoki) — річка на півночі Швеції, ліва притока Турнеельвен. Довжина річки становить 266 км, площа басейну – 6130 км². Бере початок з злиття річок Ростуетно  (швед. Råstoätno) і Таветно (Тааваено).  Часто річка Ростуетно, що завдовжки близько 20 км, розглядається як частина річки Лайніоельвен і відтак витоком Лайніоельвен називається виток Ростуетно – озеро Ростуяуре на кордоні з Норвегією.   Тече з північного заходу на південний схід. Впадає у Турнеельвен.   